# 아이고
아이고(aigo, 爱国者, Beijing Huaqi Information Digital Technology Co., Ltd)는 중국 가전제품 회사이다. 본사는 베이징 하이뎬구 리샹국제플라자(理想国际大厦)에 있다.

## 역사
베이징에 본사를 둔 가전제품 제조업체로, 1993년부터 현재 사장인 펑쥔에 의해 설립되었다. 이 회사는 처음에 키보드를 생산했다. 아이고는 중국 국민들이 현지에서 생산된 내구소비재 구매를 선호하는 추세에 동참하고 있다.

## 제품
모바일 인터넷 디바이스, 디지털 미디어 플레이어, 컴퓨터 케이스, 디지털 카메라, 컴퓨터 냉각 팬, 컴퓨터 주변기기, 컴퓨터 모니터, 컴퓨터 마우스를 취급한다.